# Megachile mandibularis
Megachile mandibularis är en biart som beskrevs av Morawitz 1875. Megachile mandibularis ingår i släktet tapetserarbin, och familjen buksamlarbin. Inga underarter finns listade i Catalogue of Life.